# 穆尔河畔克劳巴特
穆尔河畔克劳巴特是奥地利施蒂利亚州莱奥本县的一个市镇。总面积27.44平方公里，总人口1361人，人口密度49.6人/平方公里（2005年）。